# Eriotica
Eriotica (лат.) — род жуков-листоедов (Chrysomelidae) из трибы земляные блошки (Alticini, Galerucinae). 7 видов. Африка (Кения, Малави, Мозамбик, Танзания, Эфиопия) и остров Сокотра (Йемен). Мелкие жуки (около 5 мм) желтовато-коричневого цвета. Обладают прыгательными задними ногами с утолщёнными бёдрами. Усики 11-члениковые (3-й сегмент короче первого). Пронотум с антеробазалой поперечной бороздкой. Переднеспинка уже надкрылий. 4-й членик усика равен по длине 2 и 3-му вместе взятым. Питаются растениями.
- Eriotica fuscipennis Harold, 1877typus
- Eriotica hirtipennis  (Balý, 1878)
- Eriotica mateui  (Selman)
- Eriotica perforata  Weise, 1904
- Eriotica sweeneyi Selman, 1968
- другие виды